# 동양교통 (충북)
동양교통(東洋交通)은 충청북도 청주시의 시내버스 업체이다. 주사무소는 청주시 흥덕구 수의로 107 (수의동 249)에 있다.

## 역사
- 1980년 청신운수로부터 분리 창업한다.
- 2006년 차고지를 미평동에서 수의동로 이전하고 경영권이 노동조합으로 인수되어 우진교통과 함께 노동자 자주관리기업이 된다.[1]

## 운행 차량
우진산전
- 우진산전 아폴로 1100

현대자동차
- 현대 뉴 카운티
- 현대 그린시티
- 현대 뉴 슈퍼 에어로시티
- 현대 저상 뉴 슈퍼 에어로시티
- 현대 일렉시티
- 현대 뉴 프리미엄 유니버스 엘레강스

## 사진

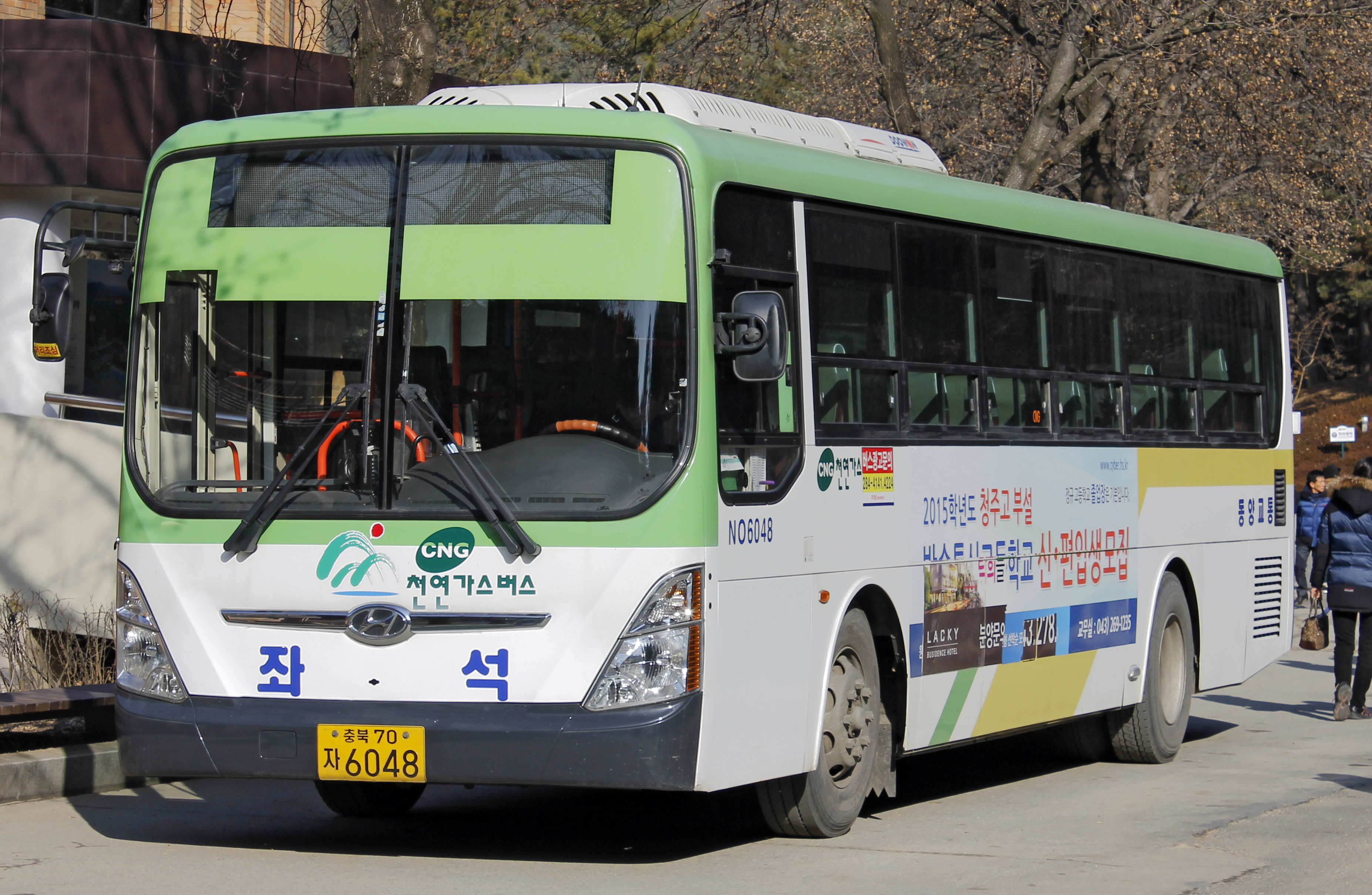
동양교통 소속 302번